# Wzór Panjera
Wzór Panjera – wzór rekurencyjny wprowadzony w 1981 roku przez Harry’ego Panjera (a następnie uogólniony przez Bjørna Sundta i Williama S. Jewella), służący do dokładnego wyznaczania rozkładu łącznej wartości szkód w modelu ryzyka łącznego (zakładającego iż łączna wartość szkód jest sumą szkód będących parami niezależnymi zmiennymi losowymi o tym samym rozkładzie prawdopodobieństwa oraz których liczba
jest zmienną losową niezależną względem każdej ze szkód).

## Wzór Panjera

### Oznaczenia
- {\displaystyle \mathbb {P} (A)} – prawdopodobieństwo zajścia zdarzenia {\displaystyle A}
- {\displaystyle f_{j}:=\mathbb {P} (Y=j)\quad {}} dla {\displaystyle {}\;j=0,1,2\dots }
- {\displaystyle p_{n}:=\mathbb {P} (N=n)\quad {}} dla {\displaystyle {}\;n=0,1,2\dots }
- {\displaystyle X_{n}:=Y_{1}+\ldots +Y_{n}} dla nielosowej liczby składników {\displaystyle n.}

### Założenia
- {\displaystyle X=0} w przypadku, gdy {\displaystyle N=0,}
- {\displaystyle Y_{1},Y_{2},\dots } są zmiennymi losowymi o tym samym rozkładzie prawdopodobieństwa
- {\displaystyle Y_{1},Y_{2},\dots } są parami niezależne
- {\displaystyle Y_{1},Y_{2},\dots } są niezależne od {\displaystyle N.}
- {\displaystyle X=Y_{1}+\ldots +Y_{N}}
- {\displaystyle p_{n}=p_{n-1}{\big (}a+{\frac {b}{n}}{\big )}} dla dostatecznie dużych {\displaystyle n,} tzn. dla {\displaystyle n>n_{0},} gdzie {\displaystyle n_{0}} jest pewną liczbą naturalną.

### Wzór rekurencyjny
1. {\displaystyle \mathbb {P} (X=0)={\begin{cases}p_{0}&f_{0}=0\\\sum _{n=0}^{\infty }p_{n}(f_{0})^{n}&f_{0}>0\end{cases}}}
2. {\displaystyle \mathbb {P} (X=k)={\frac {1}{1-af_{0}}}{\Bigg (}\sum _{j=1}^{k}{\Big (}a+b{\frac {j}{k}}{\Big )}f_{j}\mathbb {P} (X=k-j)+\sum _{n=1}^{m}{\bigg (}p_{n}-{\Big (}a+{\frac {b}{n}}{\Big )}p_{n-1}{\bigg )}\cdot \mathbb {P} (X_{n}=k){\Bigg )}}

## Klasy rozkładów spełniających założenia wzoru
Klasa rozkładów liczby szkód, spełniających założenia wzoru Panjera z {\displaystyle m=0} nazywana jest klasą Panjera, a z {\displaystyle m>0} klasą Sundta-Jewella. Zgodnie z założeniami pierwszych {\displaystyle m} prawdopodobieństw w rozkładach spełniających założenia wzoru Panjera może być dowolne. Rozkłady, dla których {\displaystyle m=0,} to (w nawiasie podano zakresy wartości występujących w założeniu parametrów {\displaystyle a} i {\displaystyle b}):
- rozkład Poissona (gdy {\displaystyle a=0,} {\displaystyle b>0})
- rozkład dwumianowy (gdy {\displaystyle a<0,} {\displaystyle b=-a(l+1),} {\displaystyle l=1,2,3,\dots })
- rozkład ujemny dwumianowy (gdy {\displaystyle a\in (0,1),} {\displaystyle b>-a})
- rozkład zdegenerowany {\displaystyle p_{0}=1} (gdy {\displaystyle b=-a})

## Zastosowania
Wzór Panjera określa rozkład prawdopodobieństwa w przypadku dyskretnym. Możliwe jest jednak zastosowanie wzoru w przypadku ciągłego rozkładu prawdopodobieństwa pojedynczej szkody. Niezbędna jest jednak wówczas dyskretyzacja takiego rozkładu.